# Morti nel 1984/Dicembre
| Questa pagina contiene informazioni ricavate automaticamente dalle voci biografiche con l'ausilio del template Bio e di un bot. L'aggiornamento è periodico e automatico e ricostruisce completamente la pagina. Se manca una persona in questa lista, sei pregato di non aggiungerla, ma accertati piuttosto che la sua voce biografica contenga il template Bio e che i dati anagrafici siano correttamente compilati. Se il template Bio manca, inseriscilo tu stesso o, in alternativa, metti l'avviso {{tmp\|Bio}} che ne segnala la mancanza. Se i dati riportati sono sbagliati, correggi direttamente la voce biografica; le modifiche saranno visibili in questa lista entro pochi giorni. Per chiarimenti vedi il progetto biografie. La lista contiene solo le 92 persone che sono citate nell'enciclopedia e per le quali è stato implementato correttamente il template Bio. Pagina aggiornata al 3 mar 2024. |

- 1º dicembre - Guido Basile, avvocato e politico italiano (n. 1893)
- 1º dicembre - Marion Orth, sceneggiatrice statunitense (n. 1900)
- 1º dicembre - Josef Rodzinski, calciatore tedesco (n. 1907)
- 1º dicembre - Alphons Schepers, ciclista su strada, pistard e ciclocrossista belga (n. 1907)
- 1º dicembre - Pietro Sette, dirigente d'azienda italiano (n. 1915)
- 2 dicembre - Antoine Mac Giolla Bhrighde, terrorista britannico (n. 1957)
- 2 dicembre - Jozef Fabini, pittore slovacco (n. 1908)
- 2 dicembre - Edward James, mecenate e poeta britannico (n. 1907)
- 2 dicembre - Al Slater, militare britannico (n. 1956)
- 2 dicembre - Harry Sukman, compositore statunitense (n. 1912)
- 2 dicembre - Leonardo Vitale, mafioso e collaboratore di giustizia italiano (n. 1941)
- 3 dicembre - Pavel Stepanovič Kutachov, generale e politico sovietico (n. 1914)
- 3 dicembre - Lucillo Merci, militare italiano (n. 1899)
- 4 dicembre - Seymour Fogel, pittore e scultore statunitense (n. 1911)
- 4 dicembre - Ștefan Voitec, giornalista e politico rumeno (n. 1900)
- 5 dicembre - Bob Hogsett, cestista statunitense (n. 1941)
- 5 dicembre - Joe Rock, produttore cinematografico, attore e regista statunitense (n. 1893)
- 5 dicembre - Manlio Scarpelli, sceneggiatore e regista italiano (n. 1924)
- 6 dicembre - Gray Barker, giornalista e scrittore statunitense (n. 1925)
- 6 dicembre - Viktor Borisovič Šklovskij, scrittore, critico letterario e sceneggiatore russo (n. 1893)
- 7 dicembre - Gail Bonney, attrice statunitense (n. 1901)
- 7 dicembre - Jeanne Cagney, attrice statunitense (n. 1919)
- 7 dicembre - Jack Mercer, doppiatore statunitense (n. 1910)
- 8 dicembre - Luther Adler, attore e regista statunitense (n. 1903)
- 8 dicembre - Maurice Barry, direttore della fotografia e sceneggiatore francese (n. 1910)
- 8 dicembre - Vladimir Nikolaevič Čelomej, ingegnere sovietico (n. 1914)
- 8 dicembre - Walter Ciszek, presbitero statunitense (n. 1904)
- 9 dicembre - Ernesto Botto, militare e aviatore italiano (n. 1907)
- 9 dicembre - Joseph May Swing, generale statunitense (n. 1894)
- 10 dicembre - Þorsteinn Hjálmarsson, pallanuotista islandese (n. 1911)
- 10 dicembre - Georges Stockly, cestista svizzero (n. 1916)
- 11 dicembre - Nate Bowman, cestista statunitense (n. 1943)
- 11 dicembre - Pentti Hämäläinen, pugile finlandese (n. 1929)
- 11 dicembre - George Waggner, regista, sceneggiatore e produttore cinematografico statunitense (n. 1894)
- 12 dicembre - Jaroslav Lukavský, pittore, illustratore e grafico ceco (n. 1924)
- 12 dicembre - János Stófián, calciatore ungherese (n. 1904)
- 13 dicembre - Rosa Kellner, velocista tedesca (n. 1910)
- 13 dicembre - Pierre Martin Ngô Đình Thục, arcivescovo cattolico vietnamita (n. 1897)
- 13 dicembre - Amerigo Tot, scultore, attore e pittore ungherese (n. 1909)
- 14 dicembre - Vicente Aleixandre, poeta spagnolo (n. 1898)
- 14 dicembre - Alberto Fernández Blanco, ciclista su strada spagnolo (n. 1955)
- 14 dicembre - Hugo Weczerek, schermidore austriaco (n. 1909)
- 15 dicembre - Kurt Axelsson, calciatore svedese (n. 1941)
- 15 dicembre - Hilde Bruch, psichiatra statunitense (n. 1904)
- 15 dicembre - Gaetano Di Bartolo Milana, anarchico e antifascista italiano (n. 1902)
- 15 dicembre - Jan Peerce, tenore statunitense (n. 1904)
- 16 dicembre - Matti Aarnio, militare finlandese (n. 1901)
- 17 dicembre - Isa Pola, attrice italiana (n. 1909)
- 18 dicembre - Feike Asma, organista e direttore d'orchestra olandese (n. 1912)
- 18 dicembre - Salvatore Baccaro, attore italiano (n. 1932)
- 18 dicembre - Valerijonas Balčiūnas, arbitro di calcio e calciatore lituano (n. 1904)
- 18 dicembre - Santiago Jiménez Sr., fisarmonicista e compositore statunitense (n. 1913)
- 18 dicembre - Rudolf Platte, attore tedesco (n. 1904)
- 19 dicembre - Edward Carrere, scenografo statunitense (n. 1906)
- 19 dicembre - Puck van Heel, calciatore olandese (n. 1904)
- 19 dicembre - Michel Magne, compositore francese (n. 1930)
- 19 dicembre - Ricardo Montero, ciclista su strada spagnolo (n. 1902)
- 19 dicembre - Hugh Seton-Watson, storico, slavista e agente segreto britannico (n. 1916)
- 20 dicembre - Alicia Brandet, attrice statunitense (n. 1935)
- 20 dicembre - Josef Humpál, allenatore di calcio e calciatore cecoslovacco (n. 1918)
- 20 dicembre - Stanley Milgram, psicologo statunitense (n. 1933)
- 20 dicembre - Dmitrij Fëdorovič Ustinov, politico e generale sovietico (n. 1908)
- 21 dicembre - Arne Johansen, calciatore norvegese (n. 1902)
- 21 dicembre - Francesco Putti, presbitero, scrittore e editore italiano (n. 1909)
- 21 dicembre - Judith Raskin, soprano statunitense (n. 1928)
- 22 dicembre - Frank McMahon, drammaturgo statunitense (n. 1919)
- 23 dicembre - Ingemar Düring, filologo classico e traduttore svedese (n. 1903)
- 23 dicembre - Nino Ferraù, poeta italiano (n. 1923)
- 23 dicembre - Ferdinand Kardoš, calciatore cecoslovacco (n. 1905)
- 23 dicembre - Joan Lindsay, scrittrice e commediografa australiana (n. 1896)
- 24 dicembre - Edoardo Detti, architetto e urbanista italiano (n. 1913)
- 24 dicembre - Guido Frette, architetto italiano (n. 1901)
- 24 dicembre - Ian Hendry, attore britannico (n. 1931)
- 24 dicembre - Peter Lawford, attore britannico (n. 1923)
- 25 dicembre - Jack Balmer, calciatore inglese (n. 1916)
- 25 dicembre - Giovanni Casiraghi, ingegnere aeronautico italiano (n. 1901)
- 26 dicembre - Geoffrey Barraclough, storico britannico (n. 1908)
- 26 dicembre - Roberto Ferretti, antropologo e pubblicista italiano (n. 1948)
- 26 dicembre - Tebbs Lloyd Johnson, marciatore britannico (n. 1900)
- 26 dicembre - Alfonso Leonetti, politico italiano (n. 1895)
- 26 dicembre - Chan Sy, politico cambogiano (n. 1932)
- 27 dicembre - Leslie Compton, calciatore e crickettista inglese (n. 1912)
- 27 dicembre - Finn Johannesen, calciatore norvegese (n. 1907)
- 28 dicembre - Konstantin Eršov, attore e regista sovietico (n. 1935)
- 28 dicembre - Sam Peckinpah, regista e sceneggiatore statunitense (n. 1925)
- 28 dicembre - Emilio de Rossignoli, giornalista e scrittore italiano (n. 1920)
- 29 dicembre - Indus Arthur, attrice statunitense (n. 1941)
- 29 dicembre - Pietro Berzolla, architetto italiano (n. 1898)
- 29 dicembre - Gregor Hradetzky, canoista austriaco (n. 1909)
- 29 dicembre - Leo Robin, paroliere e compositore statunitense (n. 1895)
- 31 dicembre - Lee Case, pallanuotista statunitense (n. 1917)
- 31 dicembre - Pietro Ristori, politico, sindacalista e partigiano italiano (n. 1900)